# Newportia fuhrmanni
Newportia fuhrmanni är en mångfotingart som beskrevs av Ribaut 1912. Newportia fuhrmanni ingår i släktet Newportia och familjen Scolopocryptopidae.
Artens utbredningsområde är Colombia. Inga underarter finns listade i Catalogue of Life.